# BYD D1
O BYD D1 é um veículo elétrico monovolume (MPV) desenvolvido pela BYD Auto em cooperação com a DiDi, desenvolvido exclusivamente para serviços de carona.

## História
A partir de 2018, a Didi formou uma aliança com montadoras, incluindo Volkswagen, BAIC e BYD, para desenvolver veículos inteligentes construídos especificamente para transporte compartilhado e gerenciamento de frotas. A aliança começa com a oferta da DiDi de sua base de clientes e habilidades operacionais para montadoras que desejam desenvolver seus próprios serviços de carona como banco de dados de pesquisa em troca de experiência em design. O modelo D1 é o primeiro modelo específico que a DiDi revelou para serviços de carona que saíram da aliança com as montadoras.
Em agosto de 2020, documentos do governo mostraram que a BYD recebeu aprovação do Ministério da Indústria e Tecnologia da Informação da China para vender um veículo elétrico desenvolvido com DiDi chamado D1.

Em 16 de novembro de 2020, o BYD D1 foi revelado em Pequim. A empresa anunciou que o veículo começaria a se juntar ao serviço de carona como parte do teste em dezembro em Changsha. As vendas foram limitadas aos motoristas cadastrados na plataforma de carona no lançamento. Segundo as autoridades, o nome D1 significa "Sempre Dia 1".

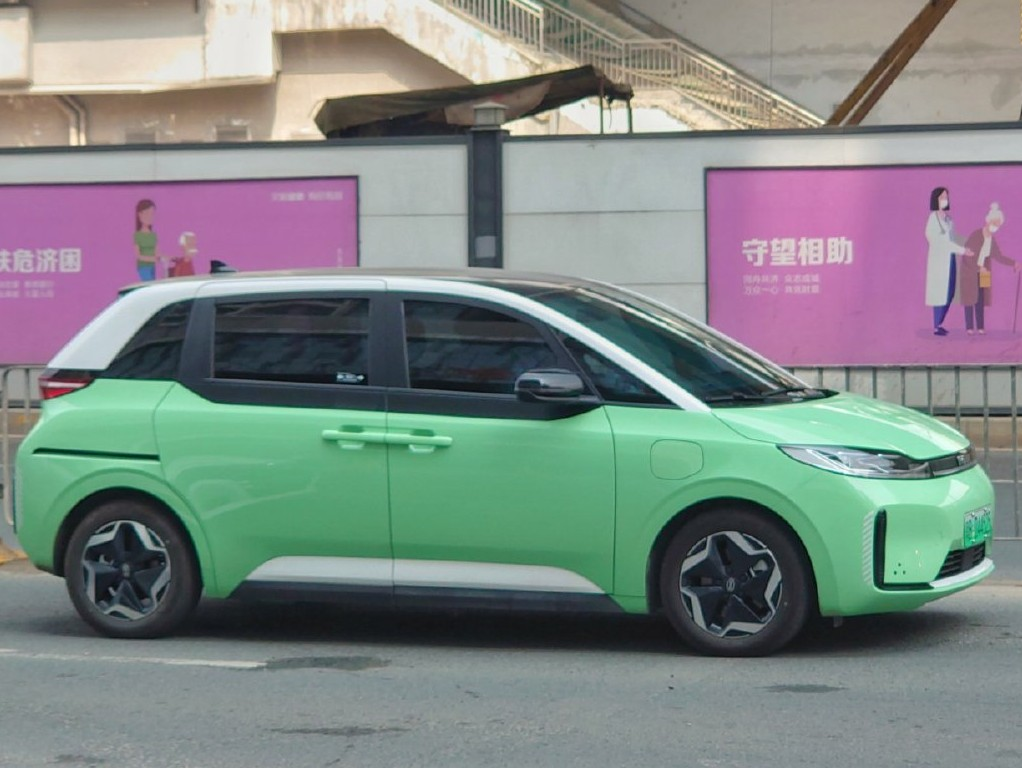
O BYD D1 conta com uma porta de correr no lado do passageiro
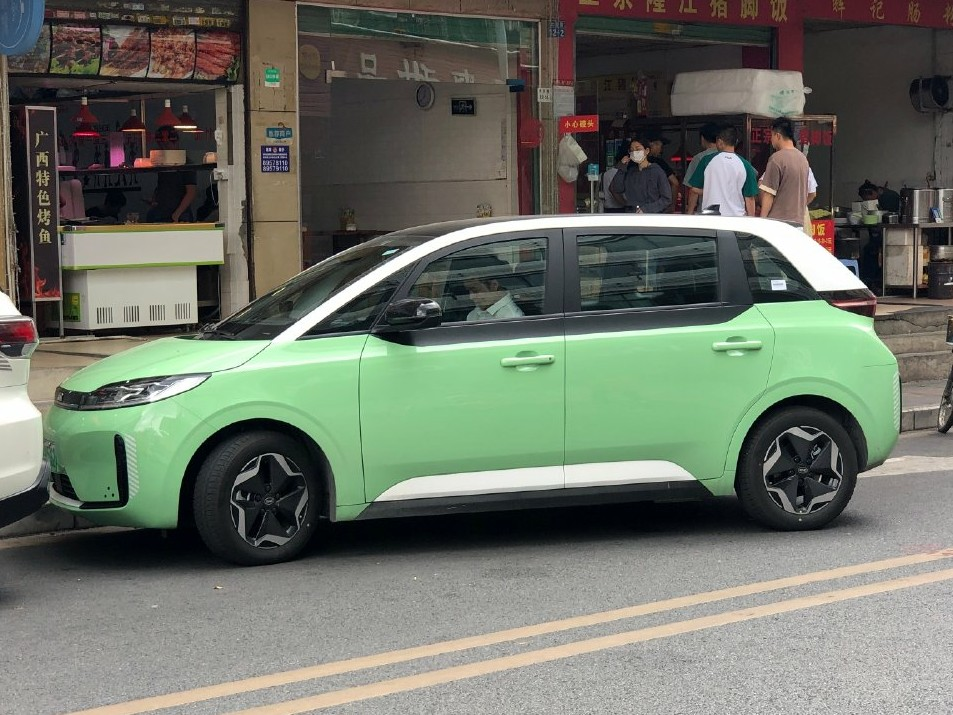
O BYD D1 conta com uma porta convencional no lado do motorista
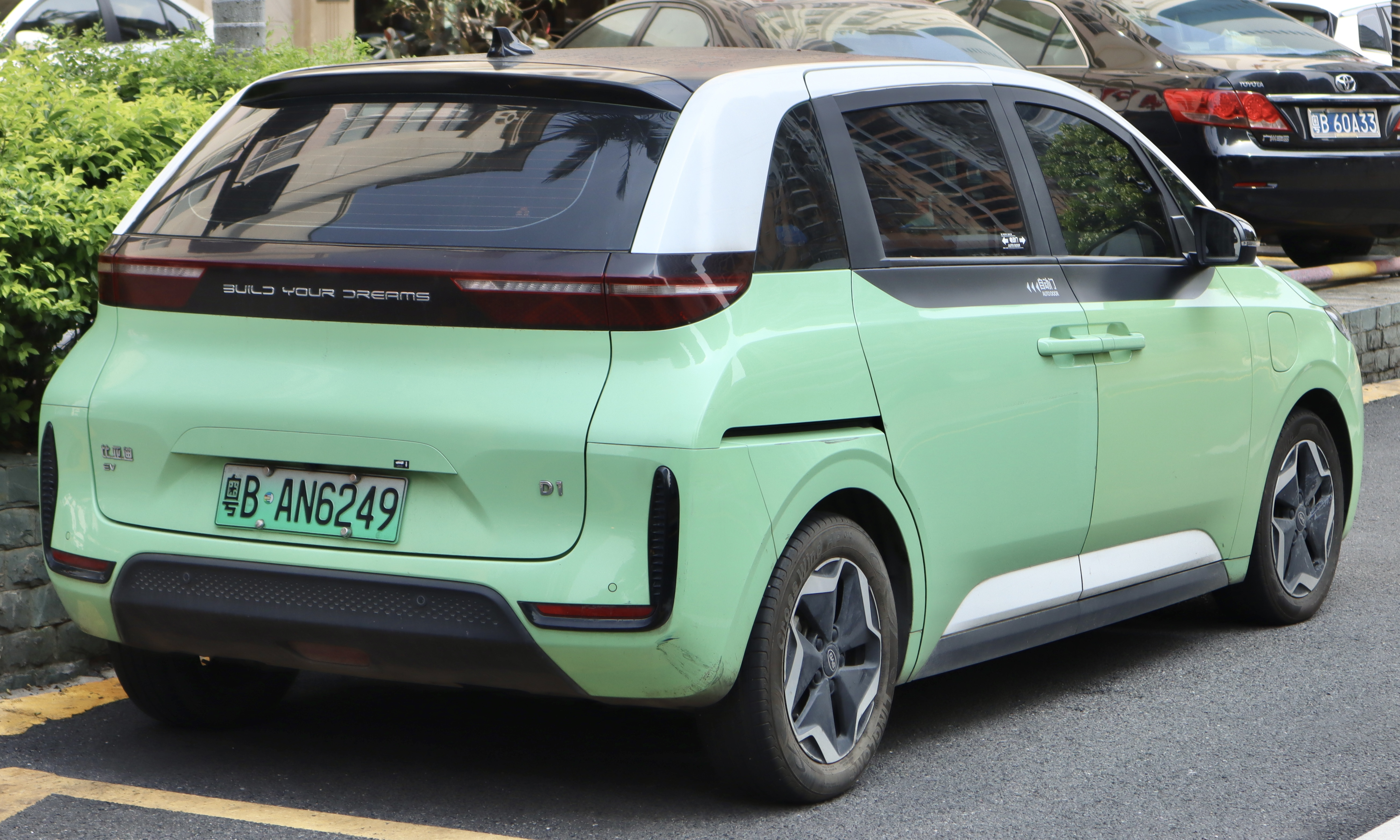
Visão traseira do BYD D1

## Especificações
O MPV compacto D1 é alimentado por um motor elétrico TZ180XSA com capacidade para 100 kW (134 hp; 136 PS) e está equipado com uma bateria LFP de 70 kWh (250 MJ). A velocidade máxima é de 130 km/h.

## Link externo
- Site oficial (em chinês)
- Site oficial (em português)